# Hosts
Plik hosts – plik konfiguracyjny systemu operacyjnego służący do sztywnego mapowania nazw domenowych na adresy IP.

## Ogólne
Plik hosts jest jednym z modułów wielu systemów operacyjnych, który wspomaga adresowanie w sieciach komputerowych. Jego zadaniem jest tłumaczenie przyjaznych użytkownikom nazw domenowych na ich numeryczne odpowiedniki, zwane adresami IP, które identyfikują dany komputer w sieci.

## Zawartość
Plik hosts jest plikiem tekstowym zawierającym w każdej linii adres IP i jedną lub więcej nazw domenowych danego hosta (oddzielone od siebie spacjami lub tabulatorami). Linie rozpoczynające się znakiem kratki są komentarzami (a więc są ignorowane).
Uwaga! W systemach Windows liczba nazw domenowych wymienionych w jednej linii jest ograniczona do 9.
Typowy plik hosts może wyglądać następująco:
```
# Komentarz do pliku hosts (np. opis budowy pliku)
127.0.0.1  localhost loopback
::1        localhost
```

## Położenie w różnych systemach operacyjnych
Lokalizacja pliku hosts w systemie plików zależy od systemu operacyjnego. Plik nosi zazwyczaj nazwę „hosts” (bez żadnego rozszerzenia).
| System operacyjny                 | Wersja                              | Lokalizacja                                                     |
| --------------------------------- | ----------------------------------- | --------------------------------------------------------------- |
| Unix, System uniksopodobny, POSIX |                                     | /etc/hosts                                                      |
| Microsoft Windows                 | 3.1                                 | %Windir%\HOSTS                                                  |
| Microsoft Windows                 | 95, 98/98SE, Me                     | %WinDir%\hosts                                                  |
| Microsoft Windows                 | NT, 2000, XP, 2003, Vista, 7, 8, 10 | %SystemRoot%\system32\drivers\etc\hosts                         |
| Windows Mobile                    |                                     | Klucz rejestru systemowego \HKEY_LOCAL_MACHINE\Comm\Tcpip\Hosts |
| Apple Macintosh                   | 9 i wcześniejsze                    | Folder systemowy Preferences lub System                         |
| Apple Macintosh                   | OS X 10.0 – 10.1.5                  | (dodawane przez NetInfo lub niload)                             |
| Apple Macintosh                   | OS X 10.2 i nowsze                  | /private/etc/hosts (lub /etc/hosts)                             |
| Novell NetWare                    |                                     | SYS:etc\hosts                                                   |
| OS/2 & eComStation                |                                     | "bootdrive":\mptn\etc\                                          |
| Symbian                           | Symbian OS 6.1–9.0                  | C:\system\data\hosts                                            |
| Symbian                           | Symbian OS 9.1+                     | C:\private\10000882\hosts                                       |
| MorphOS                           | NetStack                            | ENVARC:sys/net/hosts                                            |
| Android                           |                                     | /system/etc/hosts (lub /etc/hosts)                              |
| iOS (tylko z jailbreakiem)        | iOS 2.0 i nowsze                    | /private/etc/hosts (lub /etc/hosts)                             |
| TOPS-20                           |                                     | <SYSTEM>HOSTS.TXT                                               |
| Windows Phone                     |                                     | C:\Windows\system32\DRIVERS\ETC\HOSTS (tylko do podglądu)       |

## Zagadnienia bezpieczeństwa
Mapowanie adresów domenowych na adresy IP jest bardzo ważnym zagadnieniem, dlatego też plik hosts staje się często ofiarą ataków. Odpowiednie wpisy w tym pliku pozwalają m.in. zablokować użytkownikom komputera dostęp do wybranych domen (np. tworząc przekierowanie takiej domeny na 127.0.0.1 (localhost) czy 0.0.0.0).